# Jacques de Bresser
Jacques de Bresser ('s-Hertogenbosch, 14 mei 1908 – 's-Hertogenbosch, 30 september 1986) was een Nederlandse beeldhouwer en tekenaar.

## Leven en werk
Jacques de Bresser ontving zijn opleiding aan de Koninklijke School voor Kunst, Techniek en Ambacht in 's-Hertogenbosch. In 1923 werd hij aangenomen als leerling beeldhouwer bij het 'atelier voor kerkelijke kunst' van de firma Van Bokhoven en Jonkers te 's-Hertogenbosch. In het atelier leerde hij boetseren en beeldhouwen in steen en hout en 's avonds kreeg les in tekenen. De avondtekenschool heeft hij negen jaar bezocht: van zijn 14e tot zijn 23e jaar. Van 1934 tot 1984 heeft De Bresser gewerkt aan de restauratie vande Sint-Janskathedraal. Het werk aan de Sint-Janskathedraal bestond voornamelijk uit restauratie en het opnieuw maken van verweerde spitsbogen, pinakels, luchtboogfiguren en ander versierwerk, vaak op grote hoogte. Vaak was er bij de restauratie maar geld voor een half jaar. De rest van het jaar moest De Bresser op zoek naar ander werk en dat was er, met de vele kerken en kloosters in Brabant en Limburg, genoeg in de jaren tussen 1934 en 1960. De Bresser woonde en werkte zijn gehele leven in 's-Hertogenbosch.

## Waardering
Naast een Koninklijke onderscheiding ontving de Bresser ook een pauselijke onderscheiding. Toen hij in 1984 50jaar had gewerkt aan de restauratie van de Sint-Jan, kreeg hij van architect Teering een stuk steen cadeau. Hij mocht er iets uit maken naar eigen ontwerp en het zou op de Sint-Jan worden geplaatst. Het werd een duobeeld van de architect en de beeldhouwer. Het beeld werd op de Sint-Jan geplaatst maar na de dood van Jacques Bresser is het weer weggehaald. Momenteel is het beeld te zien aan de buitenmuur van Museum De Bouwloods naast de kathedraal in 's-Hertogenbosch. Naast religieuze werken maakte hij ook profane kunst.

## Werken in de openbare ruimte
- 's-Hertogenbosch : De Heilig Harten (1952), Kerk van H.H Harten (architect Alexander Kropholler), Graafseweg
- 's-Hertogenbosch : Laatste Oordeelspel (1952), (restauratie van de engelen), St.Janskathedraal
- 's-Hertogenbosch : Gevelsteen Cosmas en Damianus (1952) Kardinaal van Rossumplein
- 's-Hertogenbosch : De steenhouwer (1966) Voor het voormalige pand van steenhouwerij Gloudemans, Koenendaalseweg
- 's-Hertogenbosch : De architect en de beeldhouwer (1985), Museum de Bouwloods

## Fotogalerij

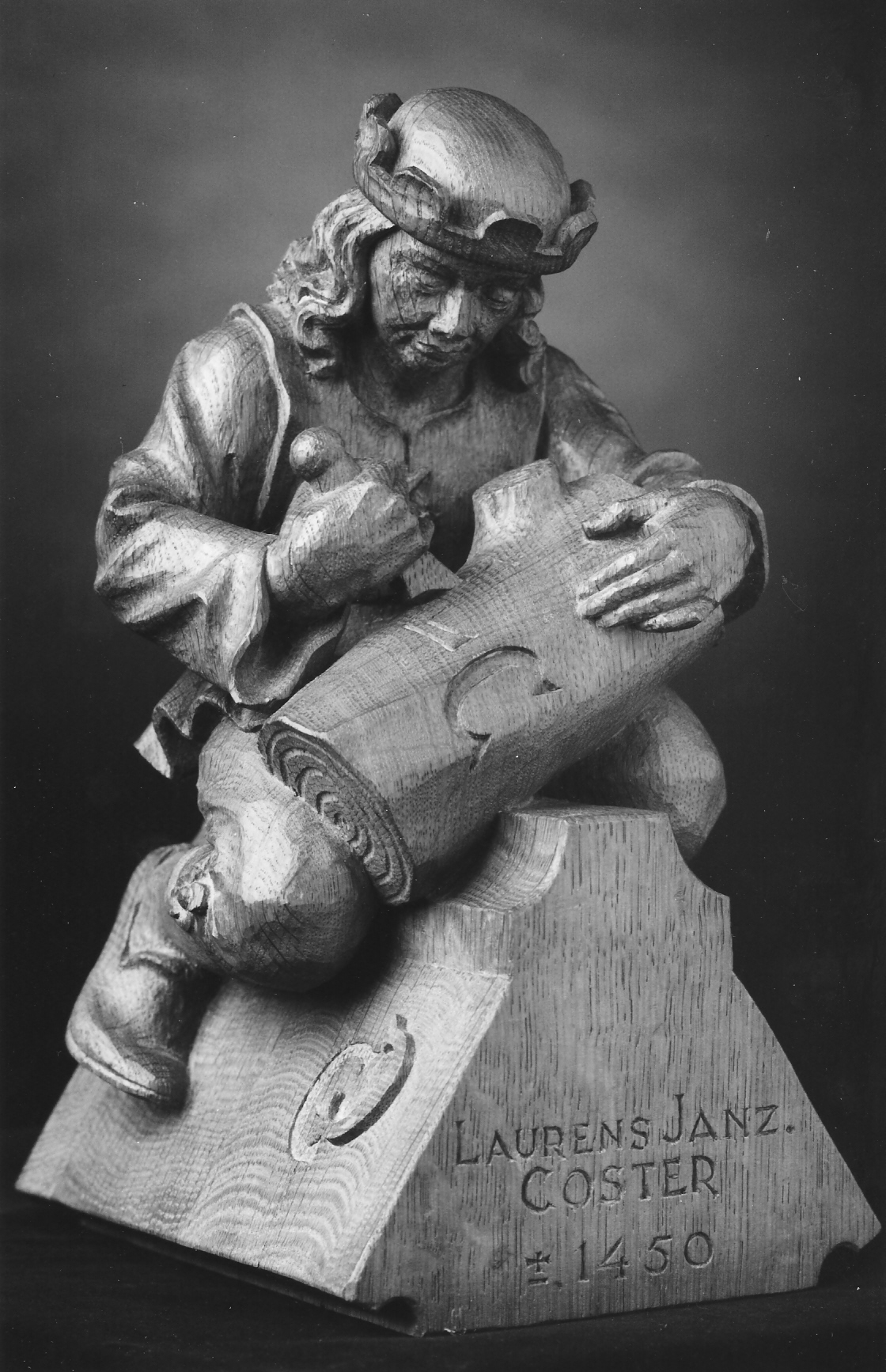
Laurens Janz. Coster, hout
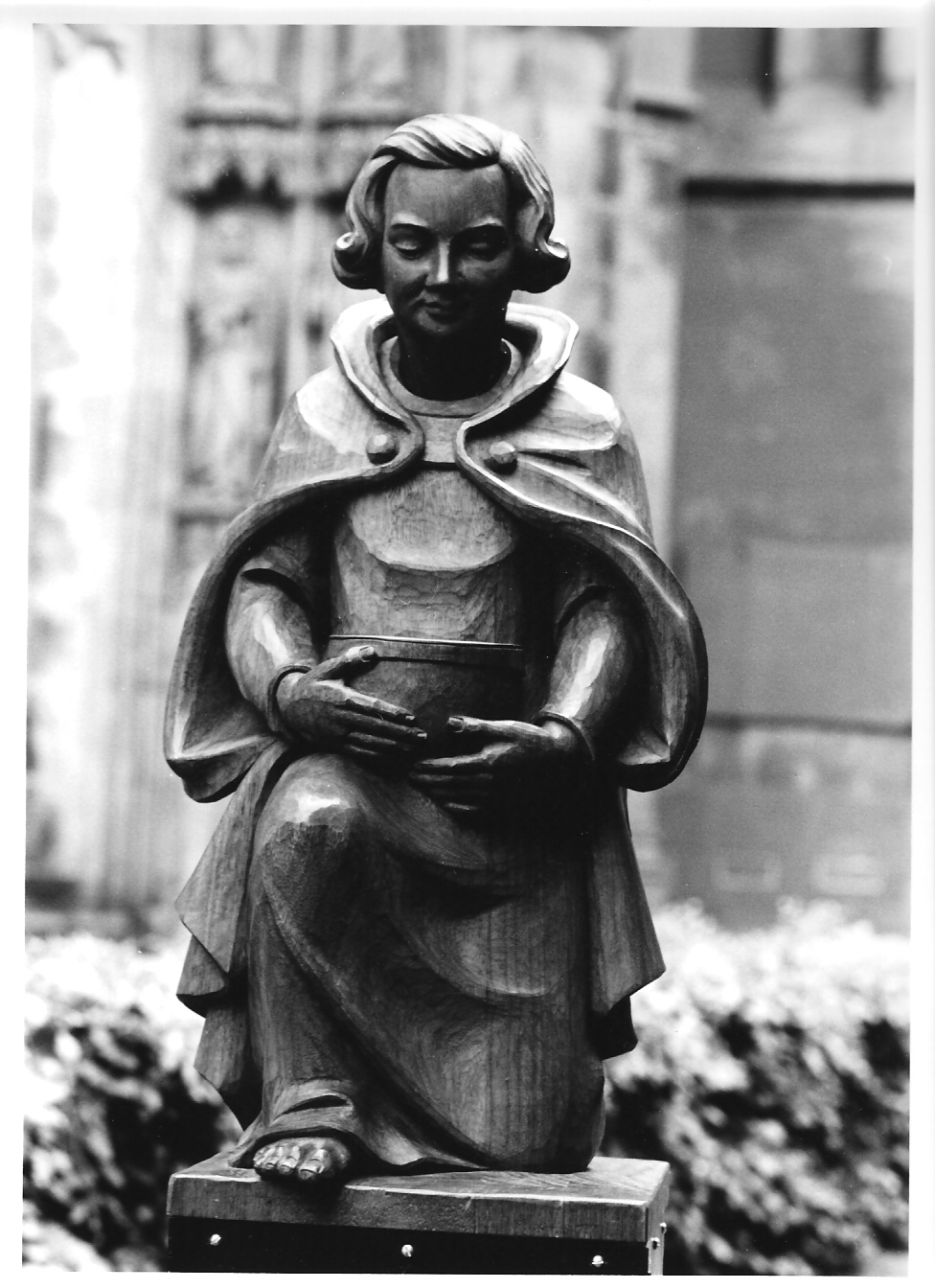
Knikengel, Kerststal Sint Jan, hout
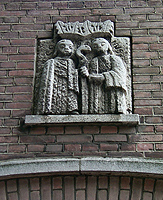
Gevelsteen Cosmas en Damianus, Kardinaal van Rossumplein ’s-Hertogenbosch
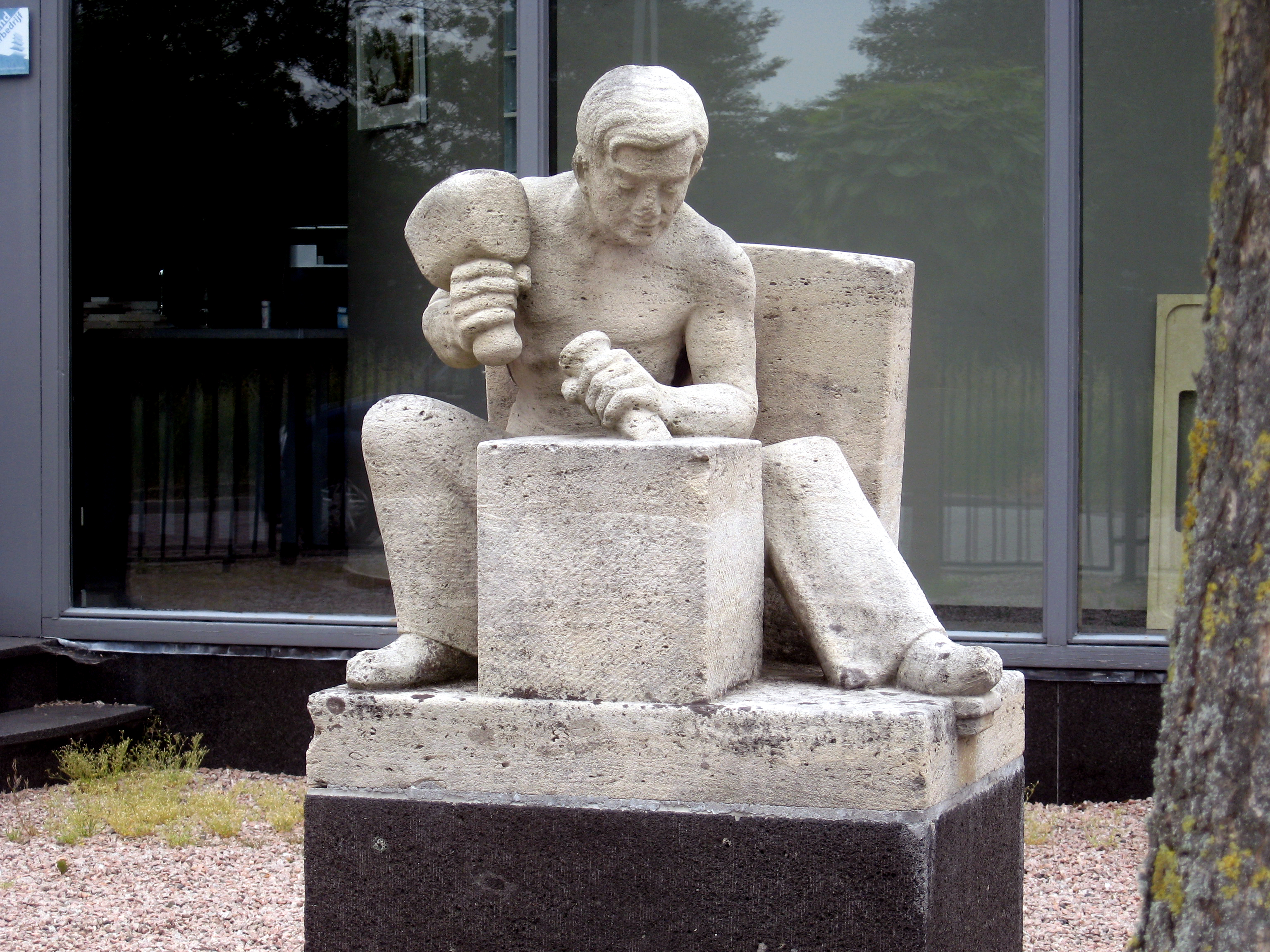
Steenhouwer, Koenendelseweg ’s-Hertogenbosch
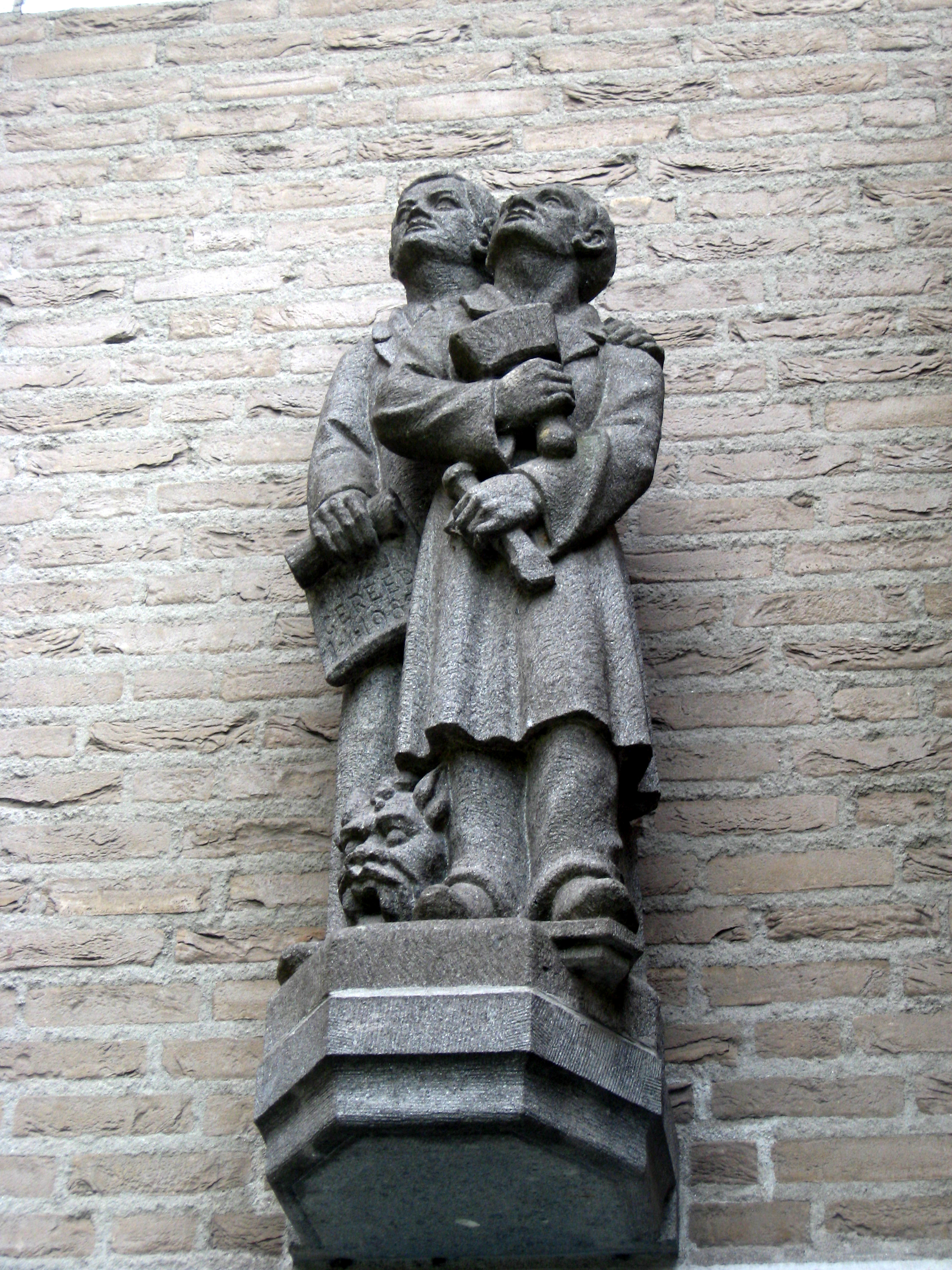
De architect en de beeldhouwer, Museum de Bouwloods, ‘s-Hertogenbosch
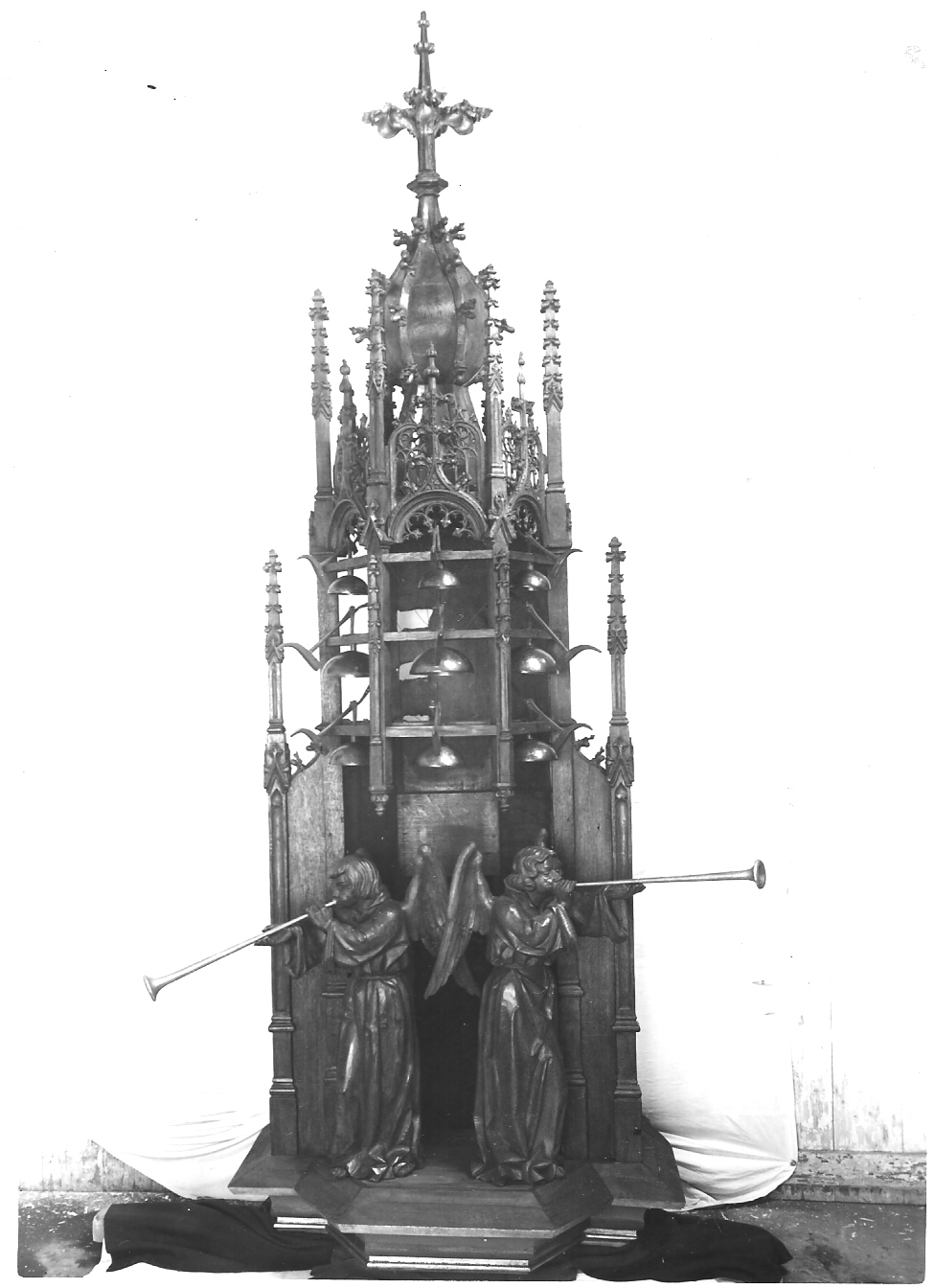
Het laatste oordeelspel, de gerestaureerde engelen, 's-Hertogenbosch